# Daan Schrijvers
Daniel Christiaan (Daan) Schrijvers (Breda, 18 september 1941 – 2 augustus 2018) was een Nederlands voetballer.

## Levensloop
Als tienjarige jongen speelde Schrijvers in het jeugdelftal van NAC. Acht jaar later promoveerde hij naar de eredivisie, daarna stond hij vier voetbalseizoenen, van 1959/1960 tot 1962/1963, als verdediger in het veld. Hij speelde in totaal 90 wedstrijden en bracht 12 doelpunten op zijn naam. Na NAC verhuisde hij in 1963 voor twee jaar naar DWS: 56 wedstrijden, 3 doelpunten. In 1965 vertrok hij naar PSV in Eindhoven, waar hij tot 1970 134 wedstrijden speelde en 12 keer een doelpunt maakte. Na zijn PSV-loopbaan keerde Schrijvers terug naar Breda en NAC, waar hij in vijf seizoenen 62 competitiewedstrijden speelde.
Schrijvers speelde als lid van het Nederlands voetbalelftal 22 interlands. Hij was vanaf 1964 aanvoerder; hij maakte eenmaal een doelpunt, uit een strafschop tegen Albanië.
Schrijvers is samen met Marília (beiden 6), na Sven van Beek (7), de speler met de meeste eigen doelpunten in de Nederlandse Eredivisie.